# Băiculești
Băiculești è un comune della Romania di 6 235 abitanti, ubicato nel distretto di Argeș, nella regione storica della Muntenia.
Il comune è formato dall'unione di 9 villaggi: Alud, Anghinești, Argeșani, Băiculești, Mănicești, Stejari, Valea Brazilor Tutana, Valea lui Enache, Zigoneni.